# 현대자동차
현대자동차(現代自動車, 영어: Hyundai Motor Company, Hyundai Motors, HMC)는 1967년 12월 29일에 설립된 현대자동차그룹 계열의 종합 자동차 제조 및 판매 업체이다. 본사는 서울특별시 서초구에 있다.

## 역사
현대자동차는 정주영 현대그룹 회장이 1946년 세운 현대자동차공업사와 1947년에 세운 현대토건사가 모체인 회사로, 1960년대 국토재건과 국내 도로 확충을 계기로 1967년 12월 미국 포드사와의 합작 회사로 처음 세워졌다. 1968년 11월, 포드의 코티나 2세대 모델을 조립 생산하여 현대자동차 최초의 자동차인 포드 코티나를 출시했다. 당시 독자 기술이 없던 현대자동차는 1974년 2월 당시 영국 최대의 자동차 회사였던 브리티시 레일랜드의 부사장인 조지 턴불을 영입했다. 또한 1970년대 중반부터 1985년까지 메르세데스-벤츠와 기술제휴 관계에 있기도 하였으며 한때 실업야구팀 창단설이 있었다. 이후 일본 미쓰비시 자동차 공업의 기술 협력을 받아 대한민국 최초 자체 모델인 포니를 생산하게 되었다. 포니는 대한민국의 자동차로는 처음으로 해외에 수출한 모델로, 에콰도르·캐나다 등에 수출되었지만, 미국으로는 배기가스 규제에 걸려 수출되지 못하였다. 그 후 현대자동차는 소형차 엑셀을 생산하여 미국에 수출하게 된다.
1999년 3월, 기아자동차와 아시아자동차를 인수하였다. 2000년 8월, 현대그룹에 있는 다른 계열사 9개를 가지고 현대그룹에서 독립하여 현재의 현대자동차그룹을 만들었고 정몽구가 그룹 회장에 취임하였다. 현재 현대자동차그룹은 현대그룹과 분리되어 전혀 다른 기업 집단이다. 2000년 이후로는 준중형차 아반떼, 중형차 쏘나타, 준대형차 그랜저 등을 성공시켜 대한민국 내수 시장의 강자로 군림하게 되었다.

### 연표
- 1967년 12월 - 현대모터주식회사 설립 (초대 회장 정주영)
- 1968년
  - 1월 - 현대자동차(주)로 사명 변경
  - 5월 - 울산 공장 착공
- 1974년 - 기업공개
- 1975년 - 울산 공장 준공
- 1980년 8월 - 자동차공업 통합조치로 현대·새한으로 승용차 부문 통합, 기아는 5톤 미만 트럭만 생산
- 1982년 - 자동차공업 합리화조치로 소형 트럭 생산 중지
- 1984년 - 현대차 울산 종합주행시험장 준공
- 1989년
  - 캐나다 퀘벡주 브로몽 공장 준공
  - 승용차 생산 100만 돌파
- 1990년
  - 2월 - 울산 제3공장 준공
  - 완주 상용차 공장 준공
- 1991년 - 현대정공(현 SUV 공장) 지프 공장 준공
- 1993년 4월 - 남양만 주행 시험장 준공
- 1995년
  - 아산공장 준공[a]
  - 브로몽 공장 폐쇄[3]
- 1996년 - 현대자동차 남양 연구소 완공
- 1997년 7월 - 튀르키예 공장 준공
- 1998년
  - 10월 - 기아자동차 매각 국제입찰에서 낙찰자로 선정
  - 인도 첸나이 공장 준공
- 1999년
  - 3월 - 기아자동차 인수
  - 4월 - 현대자동차써비스 흡수합병
  - 8월 - 현대정공 자동차 생산부문 양수
- 2000년 9월 - 현대자동차그룹 공식 출범
- 2001년 10월 - 한국철도차량 및 다이너스클럽코리아 인수
- 2008년 - 체코 쇼비체 공장 및 중국 베이징 제2공장 준공
- 2009년 - 판매 부진으로 일본 승용차 시장에서 철수, 일본 시장에는 유니버스만 수출
- 2012년 - 현대차 중국 베이징 제3공장 준공
- 2015년 9월 - 현대 N 브랜드 발표
- 2015년 11월 - 제네시스가 별도의 브랜드로 독립
- 2022년 - 일본에 아이오닉 5와 넥쏘 런칭으로 승용차 시장 재진출
- 2024년 9월 - 누적 생산량 1억 대 돌파[2]

### 역대 로고

1974~1992년
1993년~현재

### 기업 슬로건
- 1980~1990년대: Cars that make sense (미국), Yes, Hyundai! (미국)
- 1990~1993년: 안전을 가장 먼저 생각하는 기업 (대한민국)
- 1993~1997년: 좋은 환경, 좋은 차 (대한민국)
- 1998년: For You (대한민국)
- 1998년: Driving is Believing (미국)
- 1998~2002년: Prepare to Want One (해외 시장)
- 2002~2005년: Always There For You (해외 시장)
- 2005~2010년: Drive Your Way (북미 제외 전 세계 시장)
- 2005~2010년: Think About it (미국 시장)
- 2011~2015년: New Thinking New Possibilities
- 2016~미상: 자동차에서 삶의 동반자로
- 2019~현재: Progress for Humanity
- 2022: 세기의 골(The Goal of Century)
- 2023~현재: 해야 할 일을 합니다 (국내 상용차 부문)

## 브랜드

### 제네시스
제네시스는 2015년 11월 출범한 현대차의 독립 고급 브랜드이다. 브랜드 독립 후 처음으로 출시된 차량은 대형 세단 제네시스 EQ900으로, 2019년 해외 판매명 G90으로 국내·외 판매명을 통합하였다. 정의선 당시 현대차그룹 부회장이 브랜드 초기 기획 단계부터 외부 인사 영입, 조직 개편까지 브랜드 출범 전 과정을 주도한 것으로 알려졌으며, 2020년과 2021년 글로벌 연간 판매 10만 대와 20만 대를 연이어 돌파, 2023년 8월을 기해 누적 판매량 100만 대를 돌파하였다.
2015년 11월 출범 시기부터 2019년 11월까지 집계된 제네시스 판매량은 국내 약 22만 대, 해외 약 9만 대로 국내 판매 비중이 더 높았으나, 2024년에는 국내 판매 13만 대, 해외 판매 22만 대를 기록하며 해외 판매 비중이 더 컸다.

### 현대 N

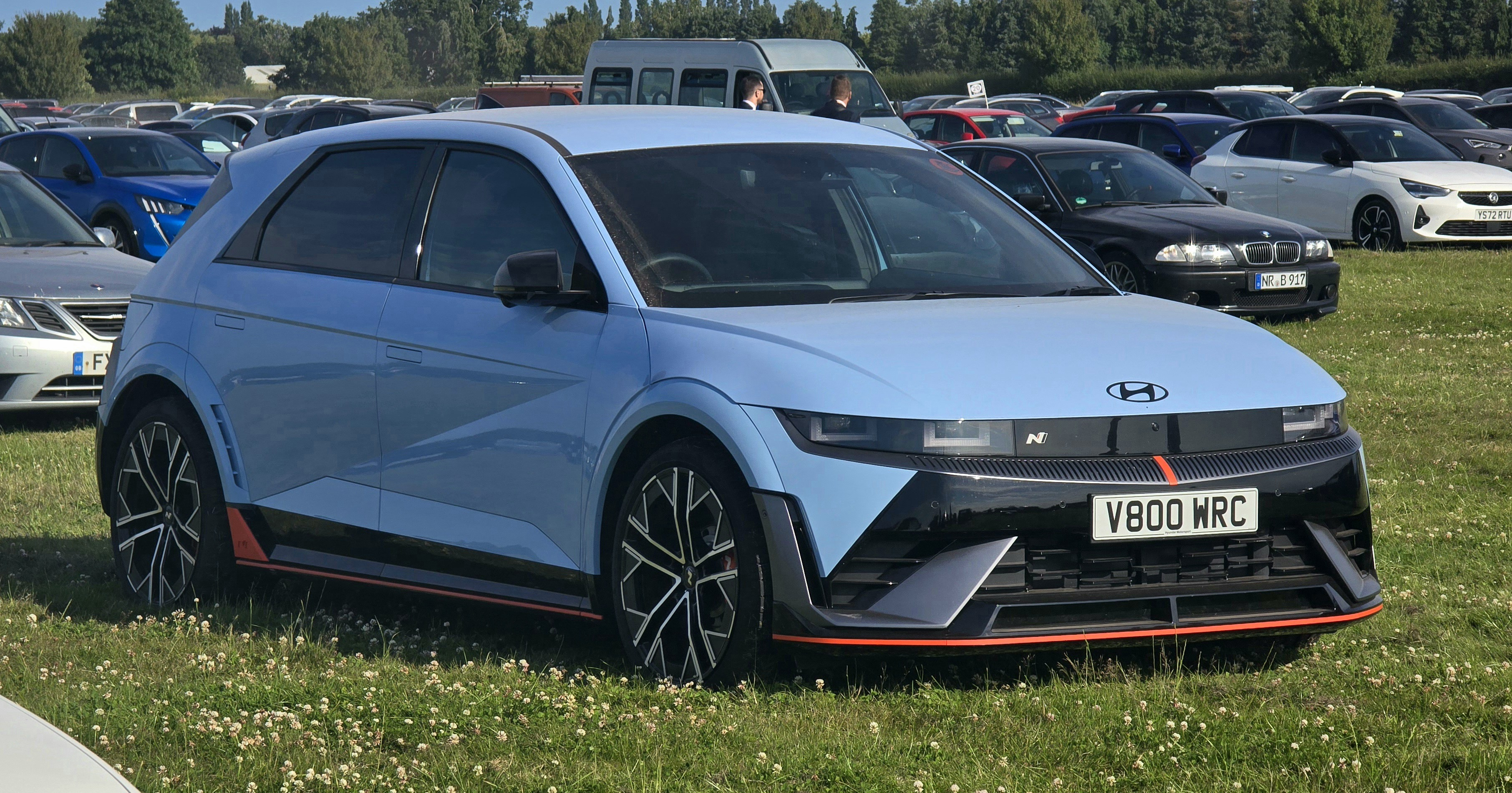
아이오닉 5 N

N은 현대차의 고성능 브랜드로, 2015년 9월 열린 2015 프랑크푸르트 모터쇼에서 첫 선을 보였다. 현대차는 N 브랜드 공개와 함께 모터쇼 부스에 별도의 전시공간을 마련하여 '차세대 i20 WRC 랠리카'와 'N 2025 비전 그란 투리스모' 쇼카를 세계 최초로 공개하였다. N은 현대차의 글로벌 연구개발(R&D) 센터가 위치한 '남양'과 레이싱 코스와 현대차 주행성능 테스트센터가 있는 '뉘르부르크링'의 영문 머릿글자 'N'에서 유래한 것이며, 로고 디자인은 씨케인의 형상에서 따왔다.

### 아이오닉
아이오닉(Ioniq)은 전기차 전용 서브 브랜드로, 친환경 차종인 현대 아이오닉에서 시작되었다. 제네시스와 같은 독립 브랜드가 아닌 서브 브랜드이기에 차량에는 독자 엠블럼이 아닌 현대차 일반 엠블럼이 부착된다. 브랜드명 아이오닉은 전기적인 힘의 결합과 분리를 통해 새로운 에너지를 만들어내는 '이온'(ion)과 현대차의 '독창성'(unique)이 결합된 합성어이다.

## 역대 임원

### 대표이사 회장
| 대 | 이름 | 이름   | 취임   | 퇴임   | 비고 |
| -- | ---- | ------ | ------ | ------ | --- |
| 1  |      | 정세영 | 1987년 | 1995년 | - 현대자동차 설립자 및 초대 사장 - 연세대학교·고려대학교 명예 경영학 박사 - 1998년 국민훈장 목련장 수훈 |
| 2  |      | 정몽규 | 1996년 | 1999년 | - 대한축구협회 제52~55대 회장 - HDC 초대 회장                                                           |
| 3  |      | 정몽구 | 1999년 | 2020년 | - 현대자동차그룹 초대 총수 겸 명예회장                                                                  |
| 4  |      | 정의선 | 2020년 | (현직) | - 현대자동차그룹 회장 - 대한양궁협회 회장                                                               |

## 기술·발전
현대가 국산차 개발에 착수한 시기는, 정부가 『고유모델 자동차 산업 육성 방안』을 추진하던 1973년으로, 1974년 이탈리아 토리노 모터쇼에서 시제품을 선보였으며 1976년 1월 포니를 출시했다.

### 엔진

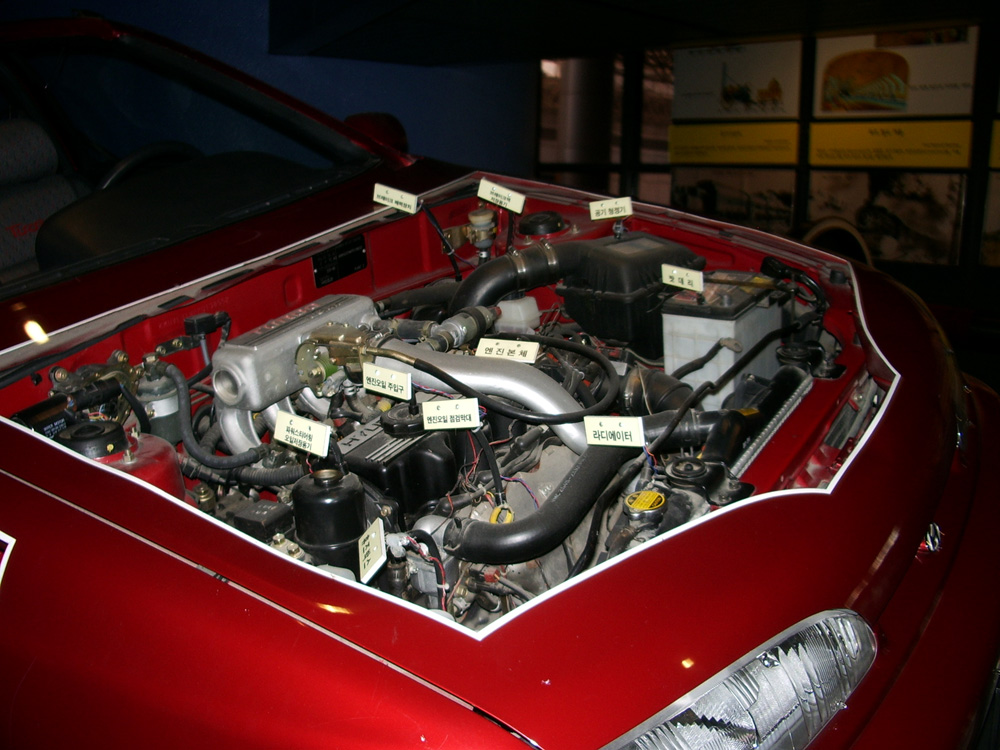
스쿠프에 탑재되어 있는 현대 알파엔진

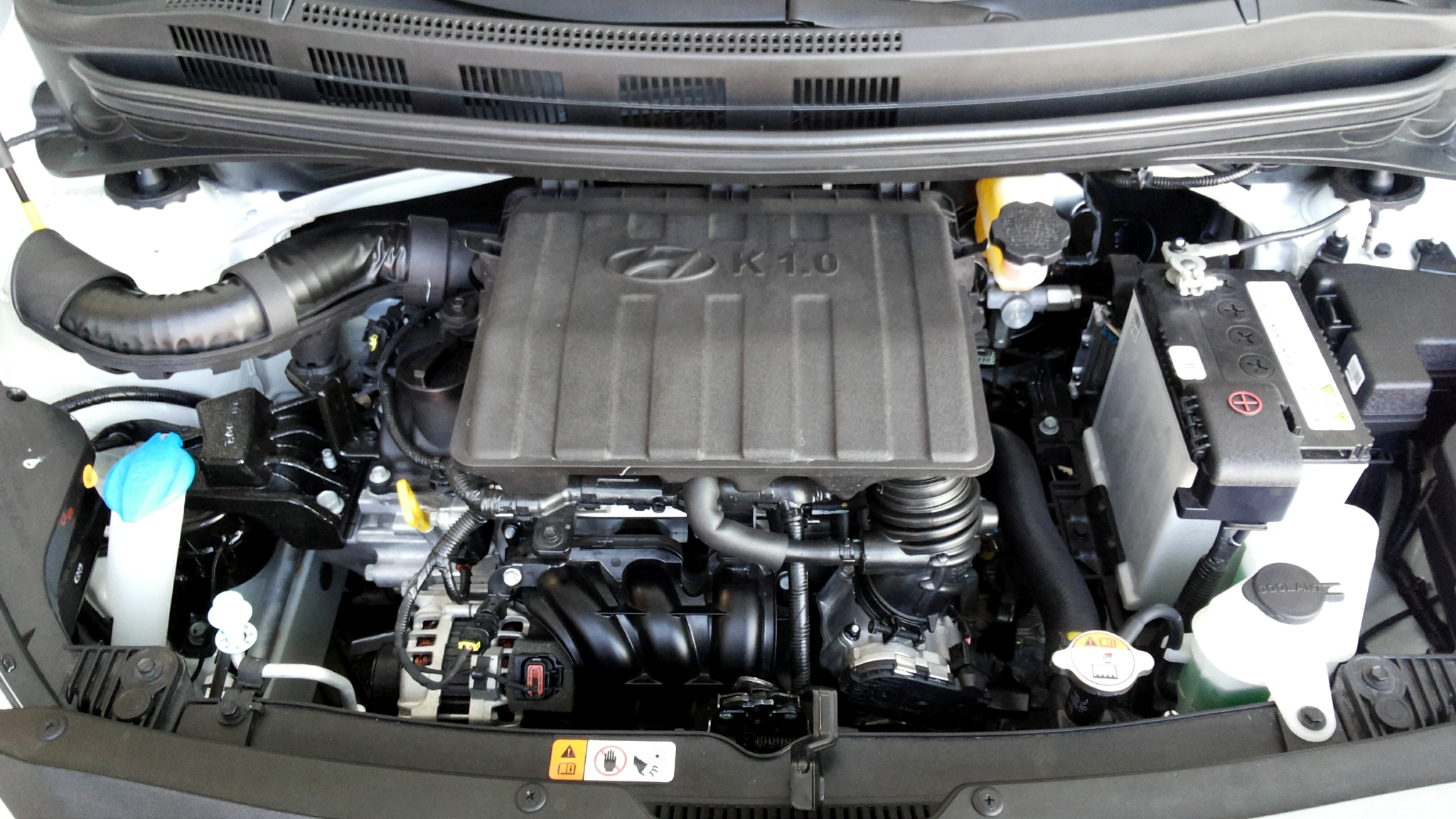
그랜드 i10에 탑재되어 있는 현대 카파엔진

감마엔진은 아반떼·엑센트 등 현대 판매 차종에 가장 많이 탑재되는 엔진 중 하나이다. 감마엔진 개발 이후 현대는 1995년, 두 번째 독자 엔진인 1.8L와 2.0L의 베타엔진을 개발하였으며, 2001년에는 베타II를 개발, 신형 아반떼와 투스카니에 달았다. 승용차 엔진 라인업으로는 1997년 개발된 입실론, 1998년 개발된 델타, 1999년 오메가가 있었으며, 기아차 인수 후인 2004년에는 중형급 엔진인 쎄타가 개발되었다. 미국의 크라이슬러자동차는 2005년 10월부터 월드 엔진이라는 이름으로 쎄타를 생산했으며, 현대는 2002년 다임러 크라이슬러·미쓰비시와 함께 글로벌 엔진 얼라이언스(GEA)를 설립하기도 하였다.
이후 개발된 후륜구동 타입의 람다를 개발, 현대 제네시스에 탑재했으며, 스포츠카용 고성능 엔진인 V6 3.8 람다 RS 엔진은 제네시스 쿠페에 탑재되었다.
현역 엔진은 다음과 같다.
- 카파 (가솔린 3·4기통)
- 쎄타 (가솔린 4기통)
- 감마 (가솔린 4기통)
- 누우 (가솔린 4기통)
- 람다 (가솔린 6기통)
- U (디젤)
- A (디젤)
- F (디젤)
- R (디젤)
- Q (디젤)
- L (디젤)
- S (디젤)
- G (디젤)
- H (디젤)

### 수소차
1998년 수소 연구개발 전담 조직을 조직이 신설되었다. 2013년 세계 최초로 수소전기차 양산 체제를 갖추고 세계 최초의 양산형 수소차 투싼ix 퓨얼셀을 출시, 2018년에는 수소전용 넥쏘를 출시하였다. 지금까지 넥쏘는 총 4만 대 이상이 판매되었다. 2025년에는 장재훈 부회장이 총괄하는 기획조정담당 산하에, 그룹 내 수소 사업 총괄 콘트롤타워 조직인 에너지수소사업본부를 신설하였다. 수소 연료 전지 시스템 브랜드 '에이치투'(HTWO)도 있는데, 현대차의 첫 해외 수소 연료 전지 시스템 생산 법인인 중국의 'HTWO 광저우'는 광저우개발구 교통투자그룹에 4.5톤급 수소 연료전지 냉장 트럭 190대를 인도하기도 했다.
현재 현대차의 수소차 라인업은 자동차와 트럭, 버스로 구성되어 있다. 세계 최초의 양산 수소트럭인 엑시언트 퓨얼셀은 충전 시간이 15~20분인 수소 연료전지 시스템을 장착하였으며, 2017년 첫 선을 보인 수소 전지 시내버스 일렉시티 퓨얼셀은 일본·오스트리아 등지에 수출되었다. 2025년에는 사우디아라비아의 해발 2000m 고지대에서 고속 대형 버스인 유니버스 퓨얼셀으로 주행 실증을 진행하기도 했다. FCEV는 공기 중의 산소와 차에 저장한 수소를 반응시켜 전기를 만들어 달리는 방식으로, 고지대에서는 산소가 부족하기 때문에 연료전지 효율이 떨어지게 되는데, 현대차는 고지보상맵 기술을 적용, 주변 환경을 실시간으로 모니터링해 연료전지 효율성을 최적화하여 이 문제를 해결하였다.

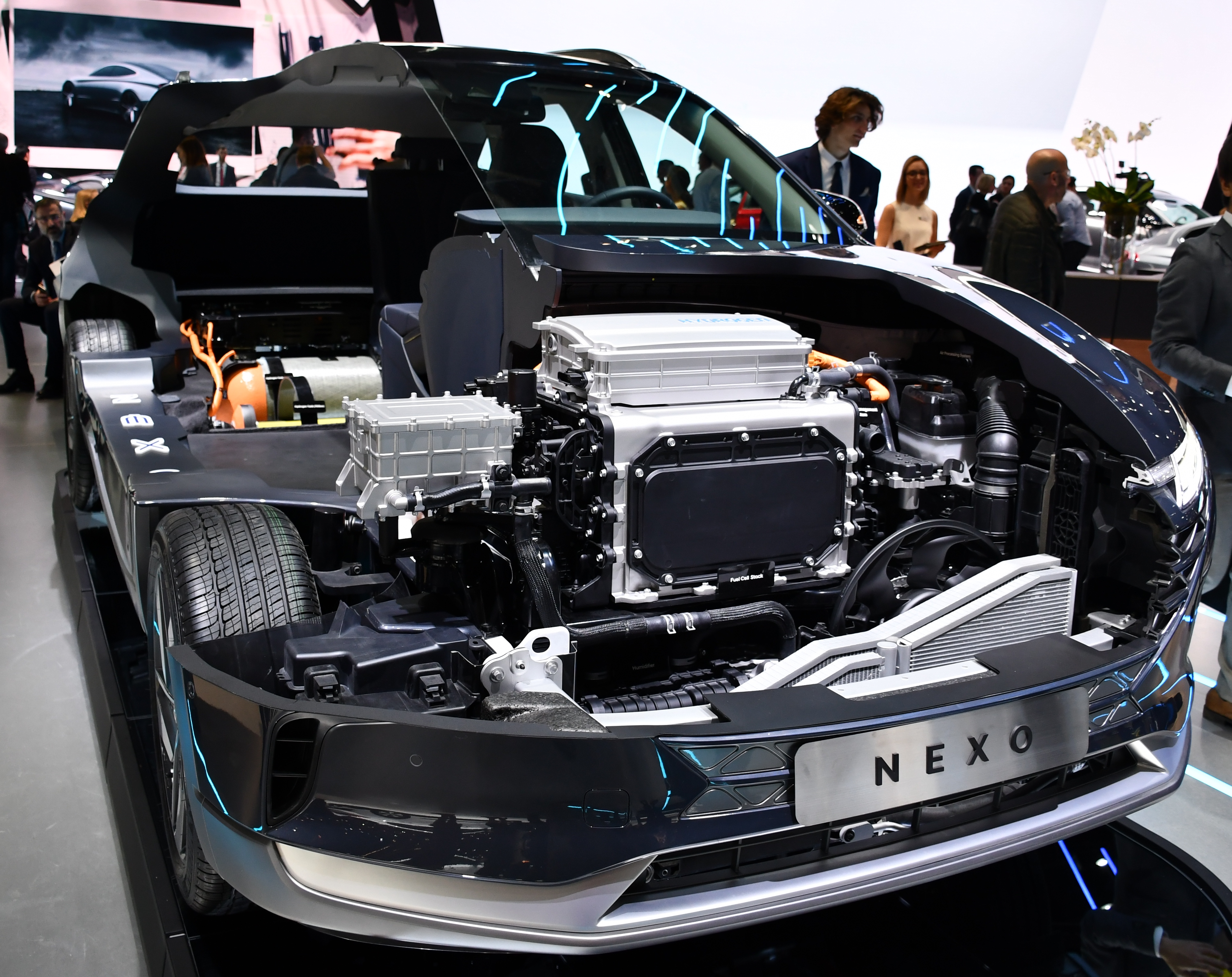
넥쏘 1세대의 구성
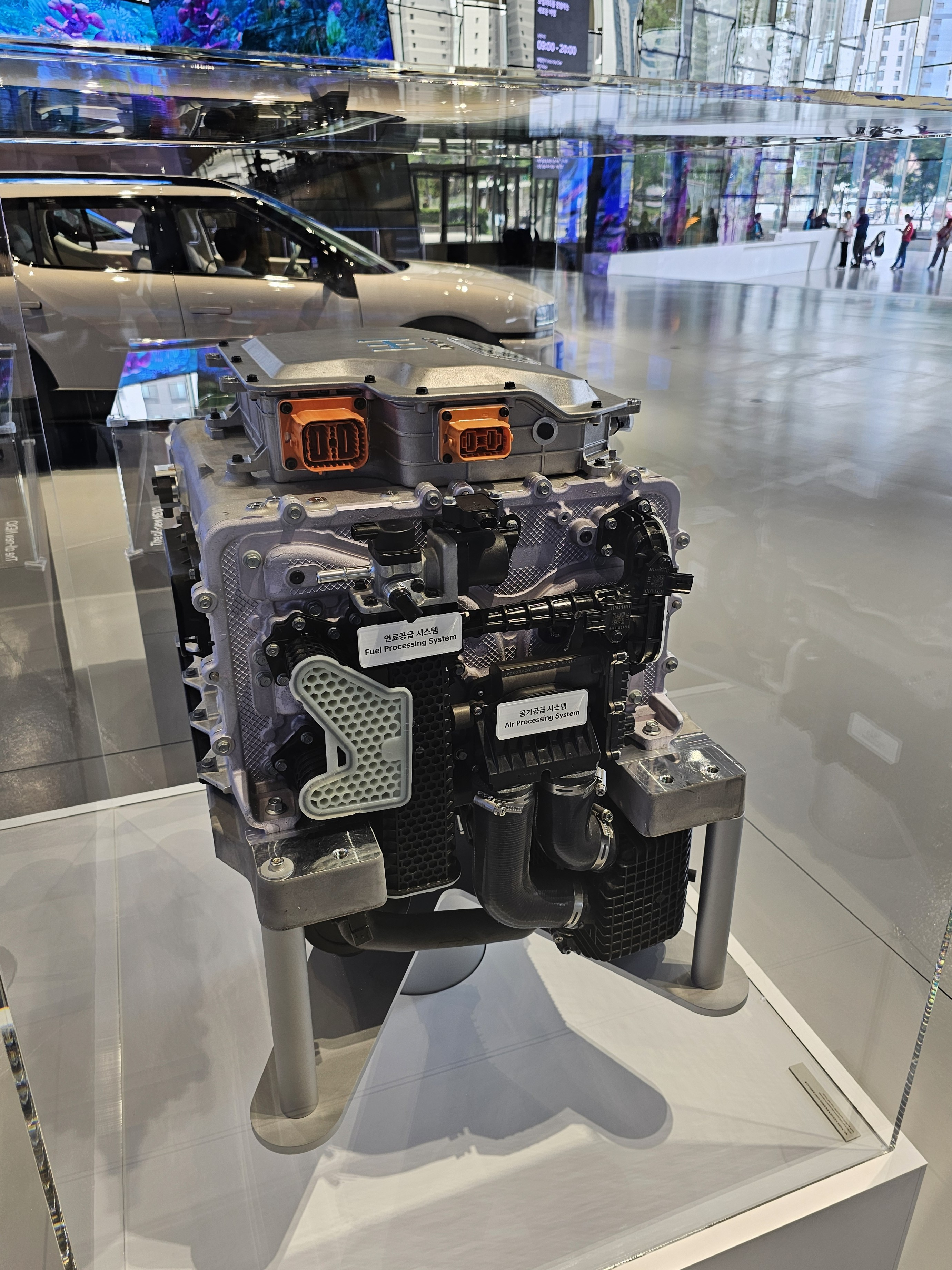
넥쏘 NH2 연료전지 시스템
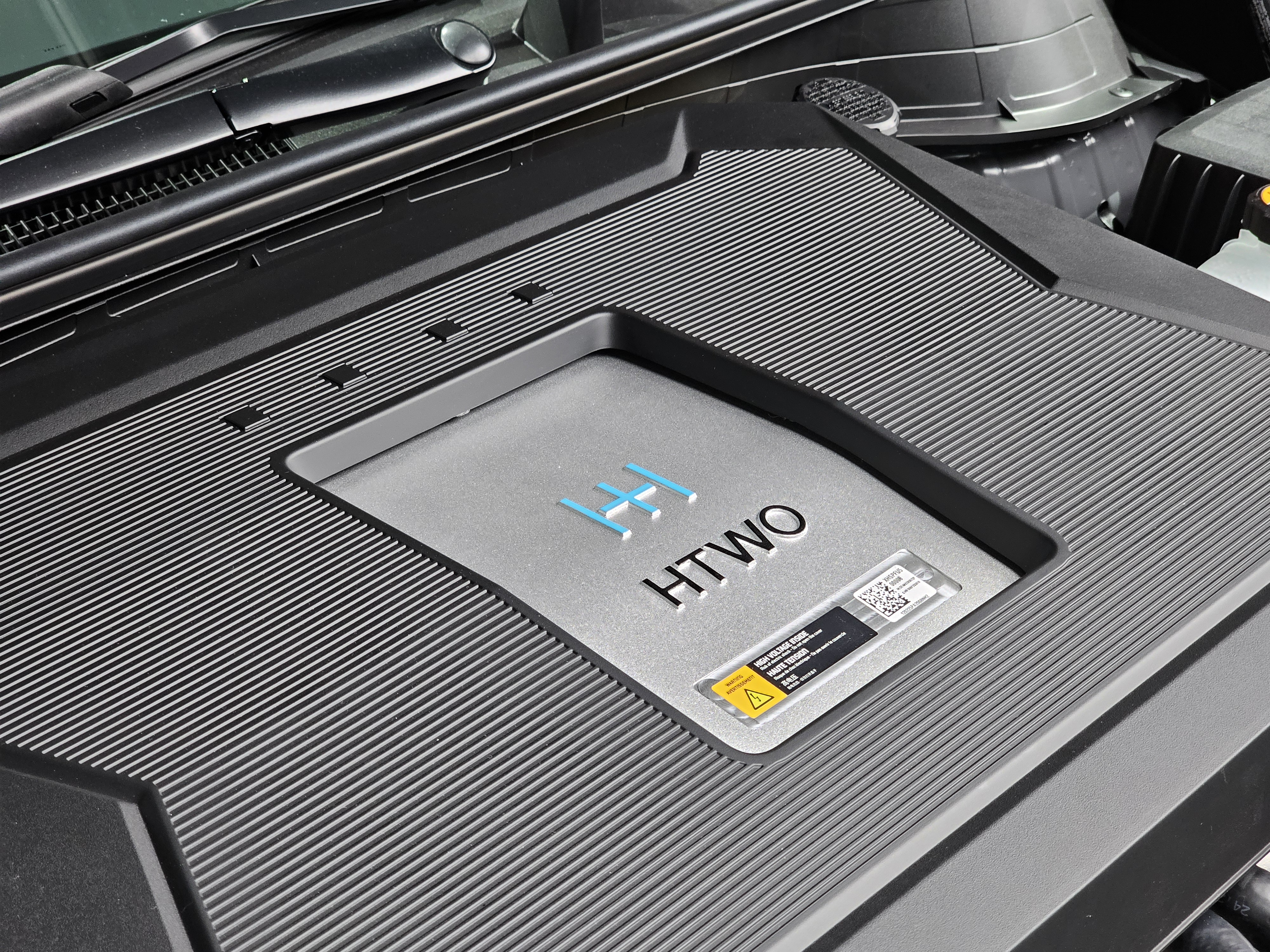
HTWO

## 모터스포츠

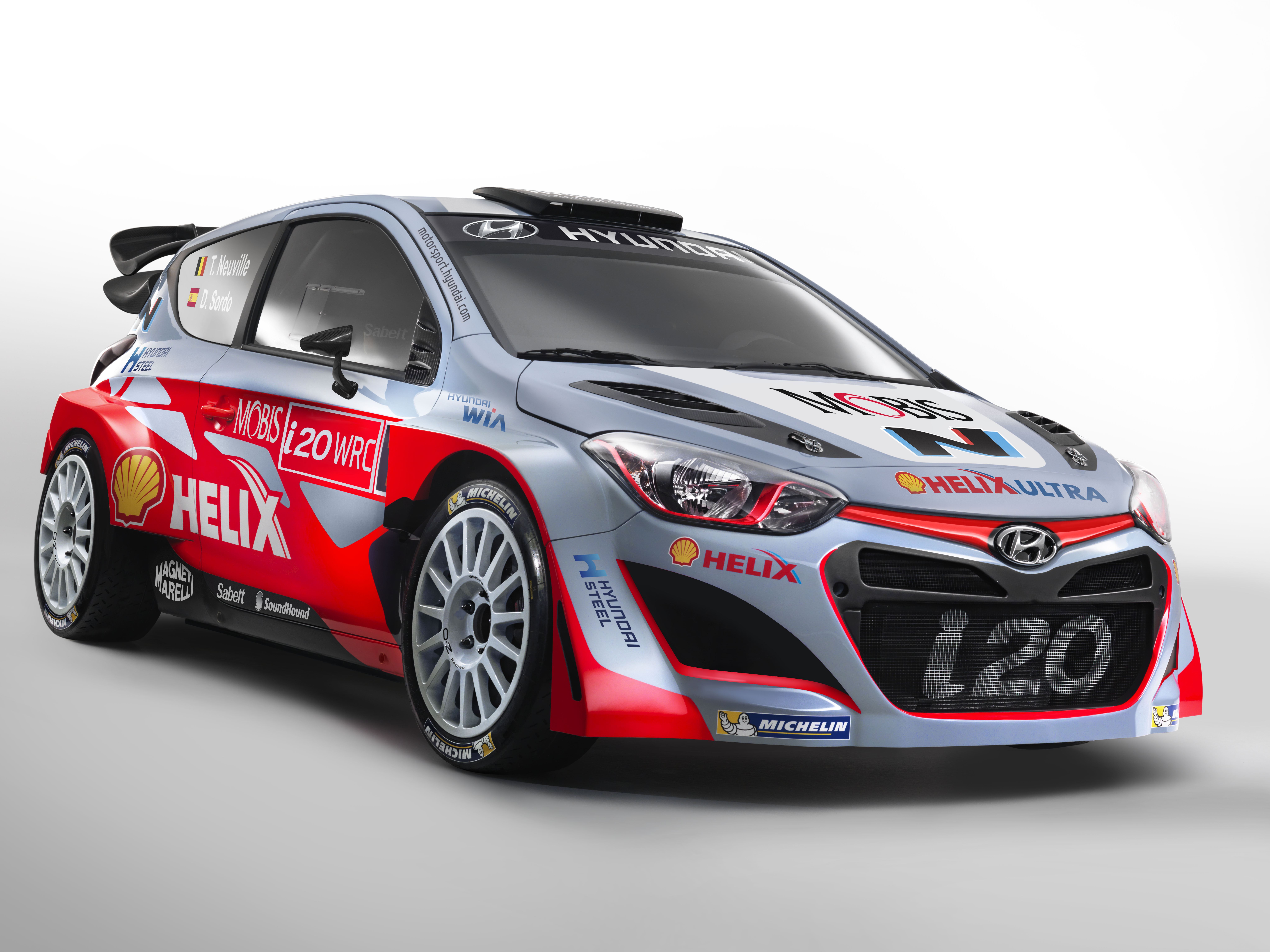
i20 WRC 2015

현대차는 1998년 모터스포츠 분야에 처음으로 진출, 2000년 소형 베르나 랠리카로 월드 랠리 챔피언십(WRC)에 출전했으나 참가 4년 만인 2003년 철수하였다. 이후 2012년 파리 모터쇼에서 WRC 전격 복귀를 공식 선언하고 현지의 전문 엔지니어 채용에 돌입했다. 그해 12월에는 WRC 팀 구성 및 운영 등 전반을 책임지는 역할을 할 모터스포츠 전담 부서인 '현대 모터스포츠 법인'을, 반경 50km 이내에 현대차 유럽법인, 유럽기술연구소, 유럽디자인센터, 현대모비스 등이 위치해 있는 독일 알체나우시에 설립하였으며, 이듬해 1월에는 레이싱팀을 이끌 총책임자로 프랑스 출신 전문가 미셸 마단을 영입하였다.
2013년 12월, 현대차는 벨기에 출신의 신예 티에리 누빌 선수를 주축으로 한 현대차 모터스포츠팀 라인업을 최초로 공개하는 공식 팀 런칭 행사를 하고 경주차로 나설 i20 월드랠리카의 최종 디자인을 공개하였다. 현대모터스포츠팀은 WRC 출전 첫해인 2014년 독일랠리에서 팀 종합순위 첫 1위, 드라이버부문 1·2위를 동시에 석권하는 '더블 포디움'을 달성, 한국 제조사로는 처음으로 국제자동차연맹(FIA) 주관 세계 모터스포츠대회에서 우승하였다. 2019년에는 WRC 타이틀을 한국팀 최초로 획득하였으며 이듬해에도 두 번째 타이틀을 거머쥐었다.
현대 모터스포츠 법인이 문을 연 지 10년이 지난 2023년, 현대차는 자사 최초의 고성능 전기차 아이오닉 5 N을 영국 '굿우드 페스티벌 오브 스피드'에서 공개하였다.

## 스폰서십
- 전북 현대 모터스
- 울산 현대 호랑이
- FIFA 월드컵
- UEFA 유로
- 대한축구협회
- 올랭피크 리옹
- AS 로마
- 아틀레티코 마드리드
- 헤르타 BSC
- PFC CSKA 모스크바
- 로스앤젤레스 다저스
- 밀로나리오스 FC
- 첼시 FC
- A리그
- 현대자동차컵 피파온라인2 챔피언십
- 현대자동차 투싼 MBC게임 팀리그
- 하계 올림픽
- 동계 올림픽
- 하계 아시안 게임
- 동계 아시안 게임
- 유니버시아드

## 공장

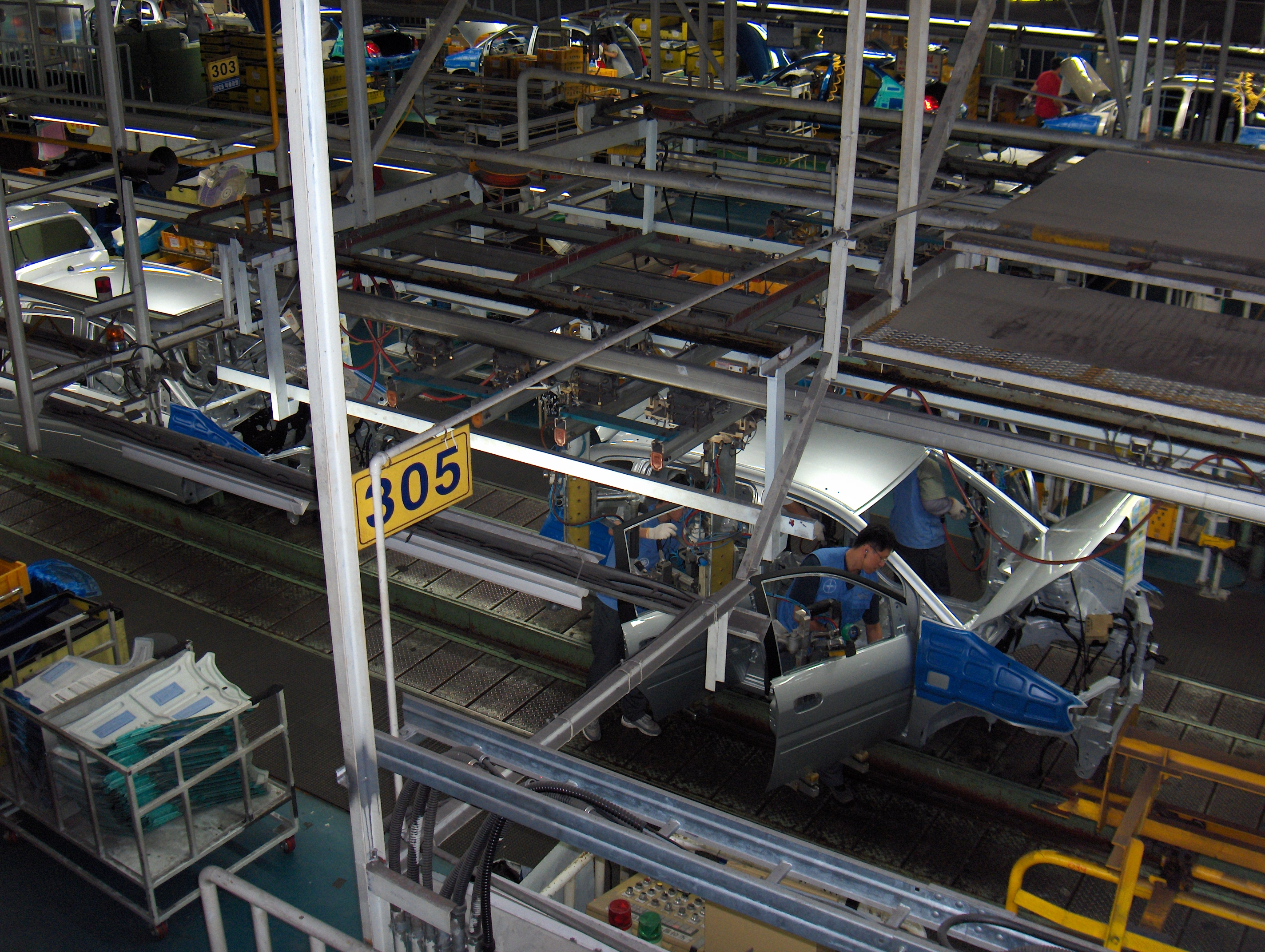
현대자동차 울산 공장의 라비타 생산 라인 모습

### 울산 공장
- 위치: 울산광역시 북구 염포로 700(양정동)
- 현대자동차의 심장이라 할 수 있는 울산 공장은 1968년에 설립되었다. 1공장은 1975년에 완공되어 처음으로 포니를 생산하였으며, 1986년에 2공장이 완공되었고, 1990년에는 준중형 라인업을 생산하는 3공장이 완공되었으며, 1991년에는 대형 버스가 생산되었던 4공장과, 럭셔리 세단이 생산되는 5공장이 차례대로 세워졌다. 여기에 시트공장과 엔진/변속기공장, 소재공장이 위치해있어 독자 개발의 산실이라 불린다. 고객을 직접 감싸는 시트부터 자동차의 심장인 엔진까지 모두 울산공장에서 일관화되어 생산되는 것이다. 여의도의 1.7배의 면적을 갖추고 있으며, 공장 내 수출선적부두를 보유하고 있어 수출에 있어 큰 이점을 가지고 있다. 부두를 통해 일일 최대 4,500대/연간 110만 대의 자동차를 전세계로 수출하고 있다.
- 1995년에 전주공장이 완공되면서 4공장에서 생산되었던 상용 라인은 RV 및 소형 상용 라인으로 바뀌었다.
- 울산공장은 단체견학 및 개인견학으로 방문 가능하며, 주 견학 공장은 준중형 생산라인인 3공장이다. 견학에 대한 자세한 정보는 현대자동차 홈페이지 내 견학 신청 페이지 보관됨 2024-01-14 - 웨이백 머신 및 카카오톡 비즈니스 채널 현대자동차 울산공장 견학에서 확인가능하다.
- 이 외에도 시트공장 인근에 울산출고센터가 위치해있다.

#### 생산 차종 (2025년 3월 기준)
- 1공장: 코나, 아이오닉 5
- 2공장: 싼타페, 제네시스 GV70, 제네시스 GV80, 팰리세이드, GV60
- 3공장: 아반떼, 베뉴, 코나
- 4공장: 팰리세이드, 스타리아, 포터
- 5공장: 투싼, 넥쏘, 제네시스 G90, 제네시스 G80, 제네시스 G70
- 시트 공장: 울산 공장에서 생산하는 현대차 및 제네시스 시트 생산과 설계
- 엔진/변속기 공장: 감마 엔진, 누우 엔진, 쎄타 엔진, 람다 엔진, 타우 엔진, 디젤 엔진, 자동변속기 2종, 수동변속기 2종

### 아산 공장
- 위치: 충청남도 아산시 인주면 현대로 1077
- 현대자동차의 중형, 준대형 공장인 아산 공장은 1994년에 착공되어 1996년에 완공되었다. 당시, 울산2공장에서 생산되었던 쏘나타 Ⅲ의 생산 라인이 이 곳으로 옮겨온 것이 시초이다. 1998년부터 그랜저(XG)도 생산하기 시작하였다. 폐수정화처리장, 태양광 발전소까지 갖추어 친환경 공장으로 불린다. 완공 초기에는 홍보관이 없었으나, 2005년에 신설되었다.

#### 생산 차종
- 공장: 쏘나타, 그랜저, 아이오닉 6, 아이오닉 9

### 전주 공장
- 위치: 전북특별자치도 완주군 봉동읍 완주산단5로 163
- 현대자동차의 상용차 공장인 전주 공장은 1995년에 완공되었다. 본래 울산5공장에서 생산하였던 라인을 가져와 지금에 이른다. 다른 차종들과는 달리, 별도의 출고장 없이 공장에서 출고하고 있다.

#### 생산 차종
- 공장: 쏠라티, 카운티, 일렉시티, 유니버스, 마이티, 파비스, 엑시언트

### 해외 공장
| 구분            | 위치                                          | 생산 차종                                           |
| --------------- | --------------------------------------------- | --------------------------------------------------- |
| 체코 공장       | 체코 모라바슬레스코 주 노쇼비체 공업지대 위치 | i30, ix20, 투싼, 코나 일렉트릭 등                   |
| 앨라배마 공장   | 미국 앨라배마주 몽고메리 위치                 | 싼타크루즈, 싼타페, 투싼, 아반떼 등                 |
| 조지아 공장     | 미국 조지아주 엘라벨 위치                     | 아이오닉 5, 아이오닉 9                              |
| 인도네시아 공장 | 인도네시아 브카시 델타마스 공단 내 위치       | 크레타, 아이오닉 5, 싼타페, 스타게이저 등           |
| 브라질 공장     | 브라질 상파울루주 피라시카바 위치             | HB20, 크레타 등                                     |
| 첸나이 공장     | 인도 남동부 타밀나두 주 첸나이 위치           | i10, i20, 이온, 크레타, 엘란트라, 싼타페, 엑센트 등 |

## 기타

### 한국전력공사 부지 입찰
현대자동차는 2014년 9월 18일, 서울 강남구 삼성동 한국전력공사 부지 입찰에서 10조 5,500억 원의 입찰금액을 제시하여 최종 낙찰자가 되었다. 문제는 입찰 경쟁자였던 삼성전자에서는 4조 6천억원대의 입찰 금액을 적어 낸 점이다. 결과적으로 현대차는 경쟁자인 삼성전자보다 2배를 훨씬 넘는 금액을, 부지 감정가인 3조3346억원 대비로는 3배 이상의 금액을 주고 한국전력 부지를 사게 되었다. 이는 입찰에서는 승리했으나 금전적으로 큰 손해를 본 셈이라 승자의 저주로 불린다.
노무라 증권을 비롯한 대부분의 증권사에서는 이를 자금의 비효율적인 사용이라며 혹평했고, 과도한 낙찰가로 인해 낙찰 당일 현대차의 주가는 9% 넘게 폭락하여 52주 신저가를 갱신하였다. 반면 예상보다 훨씬 비싼 값에 땅을 매각한 한국전력의 주가는 당일 5.82% 상승하여 52주 신고가를 갱신했다. 삼성그룹과의 과열된 자존심 경쟁으로 비이성적인 높은 금액을 소진한 탓에 자칫 현대 그룹 자체의 경쟁력까지 흔들리는 것 아니냐는 분석도 있다.

### 신형 i30
현대차는 2016년 9월 7일, 공식 페이스북에 광고글을 게재하며, #후방주의 라는 태그를 하였다. 참고로 이 광고는 현대자동차 공식영상에서 올라왔었고, 텔레비전으로 방영되었다. 30초 분량 광고에서 "모자이크" 가 빠져 있었다. 페이스북에 게재후 삭제된 게시글은 50초였다. 페이스북 게시글에는 "부끄럽다", "천박하다" 등의 지적이 이어졌다. 가슴을 부각하며, 남자는 여성 몸을 불나는 눈으로 희롱하고 있는 영상이었다. 결국 9월 9일 삭제 조치되었다.

## 같이 보기
- 제네시스
- 기아
- 전북 현대 모터스
- 베이징 현대자동차
- 치도 트럭
- 현대모비스
- 미쓰비시 자동차 공업
- 미쓰비시후소트럭 버스
- 베링트럭
- PYL
- 현대자동차그룹

## 내용주
1. ↑  (기아자동차 아산만공장(현재의 화성공장)과는 다름.